# Richard Lydekker

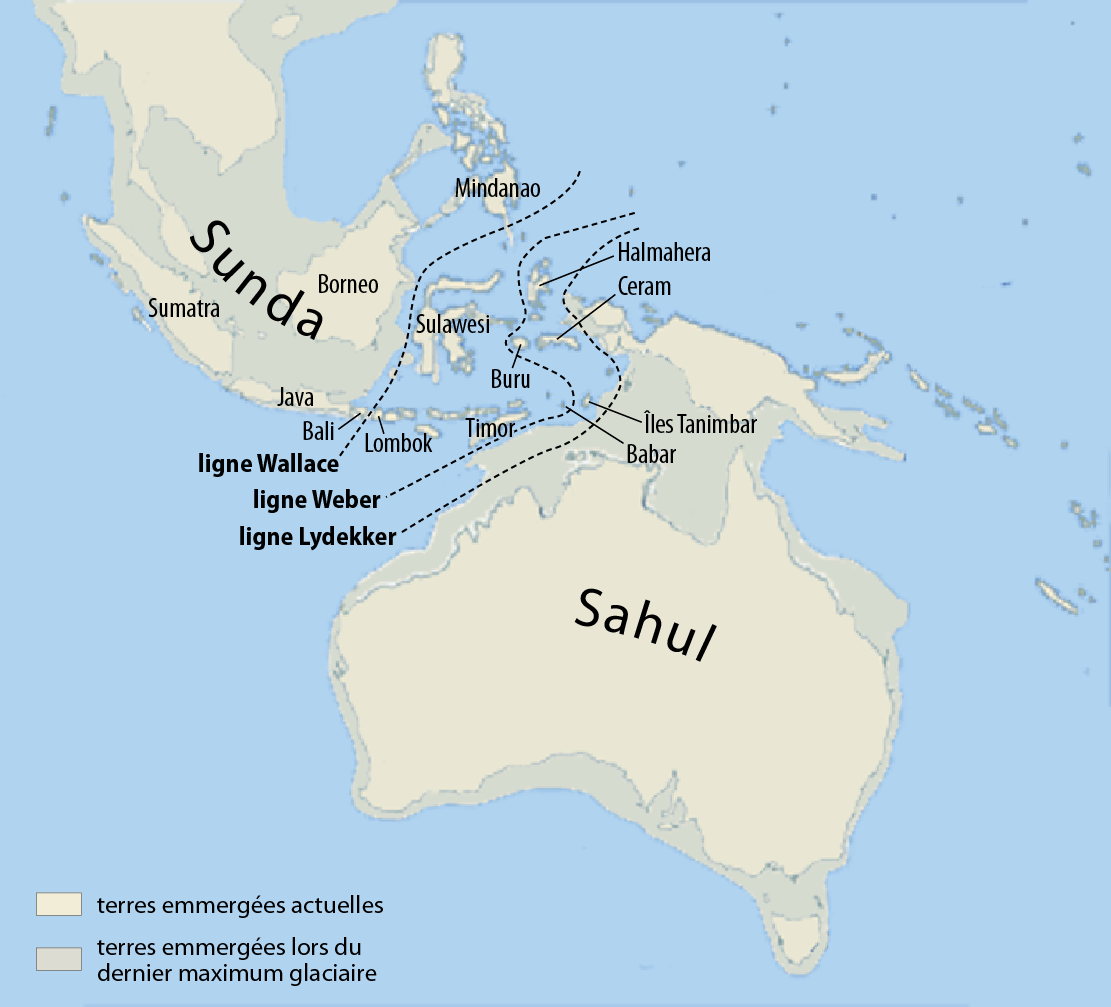
La ligne de Lydekker marque la limite de la faune australienne.

Richard Lydekker est un géologue, paléontologue et mammalogiste britannique, né le 25 juillet 1849 à Londres et mort le 16 avril 1915 à Harpenden.

## Biographie
Fils de G.W. Lydekker, il obtient son Bachelor of Arts au Trinity College de Cambridge. Il se marie avec Lucy Marianne Davys en 1882 dont il aura deux fils et trois filles.
Il fait partie du bureau de recherche géologique indien de 1874 à 1882. Il est fait membre de la Royal Society en 1894. Il reçoit la médaille Lyell en 1902.
La « ligne de Lydekker » est la limite Est qui sépare la faune d'Orient de la faune des régions australiennes. Son équivalent pour l'ouest est la ligne de Wallace, qui marque l'extension maximum des marsupiaux dans cette direction.

## Œuvres
Catalogue of the ungulate mammals in the British Museum
- [1885] (en) Catalogue of the ungulate mammals in the British Museum (Natural History) (Part 1. Orders Primates, Chiroptera, Insectivora, Carnivora, and Rodentia), London, 1885, 268 p., sur archive.org (lire en ligne).
- [1886] (en) Catalogue of the ungulate mammals in the British Museum (Natural History) (Part 3. The order Ungulata, suborder Perissodactyla, Toxodontia, Condylarthra, and Amblypoda), London, 1886, 186 p., sur archive.org (lire en ligne).
- [Lydekker & Blaine 1914] (en) Catalogue of the ungulate mammals in the British Museum (Natural History), vol. 3 : Artiodactyla, families Bovidae, subfamilies Aepicerotinae to Tragelaphinae, Antilocapridae, Giraffidae, London, 1914, 283 p., sur archive.org (lire en ligne).
- [1915] (en) Catalogue of the ungulate mammals in the British Museum (Natural History), vol. 4 : Artiodactyla, families Cervidae, Tragulidae, Suidae, Hippopotamidae, London, 1915, 438 p., sur archive.org (lire en ligne).
- [1916] (en) Catalogue of the ungulate mammals in the British Museum (Natural History), vol. 5 : Perissodactyla, Hydracoidea, Proboscidea, London, 1916, 207 p., sur archive.org (lire en ligne).

Catalogue of the fossil Mammalia in the British museum
- [1885] (en) Catalogue of the fossil Mammalia in the British museum (Natural History) (Part I. The Orders Primates, Chiroptera, Insectivora, Carnivora, and Rodentia), London, George Allen & Co, 1885, 268 p., sur archive.org (lire en ligne).
- [1885] (en) Catalogue of the fossil Mammalia in the British museum (Natural History) (Part II. The Order Ungulata, sub-order Artiodactyla), London, George Allen & Co, 1885, 268 p., sur archive.org (lire en ligne).
- [1886] (en) Catalogue of the fossil Mammalia in the British museum (Natural History) (Part IV. The Order Ungulata, sub-order Proboscida), London, George Allen & Co, 1886, 234 p., sur archive.org (lire en ligne).

Catalogue of the fossil Reptilia and Amphibia in the British Museum
- [1889] (en) Catalogue of the fossil Reptilia and Amphibia in the British Museum (Natural history) (Part 3. Order Chelonia), London, 1889, 295 p., sur archive.org (lire en ligne).
- [1890] (en) Catalogue of the fossil Reptilia and Amphibia in the British Museum (Natural history) (Part 4. Order of Anomodontia, Ecaudata, Caudata, and Labyrynthodontia ; and Supplement), London, 1890, 295 p., sur archive.org (lire en ligne).

The Royal Natural History
- [1893-1894] (en) Richard Lydekker (dir.) (préf. P.L. Sclater), The Royal Natural History, vol. 1 : Mammals, London, Frederick Warne & Co, 1893-1894, 583 p., sur archive.org (lire en ligne).
- [1894] (en) Richard Lydekker (dir.) (préf. P.L. Sclater), The Royal Natural History, vol. 2 : Mammals, London, Frederick Warne & Co, 1894, 288 p., sur archive.org (lire en ligne).
- [1894-1895] (en) Richard Lydekker (dir.) (préf. P.L. Sclater), The Royal Natural History, vol. 3 : Mammals, Birds, London, Frederick Warne & Co, 1894-1895, 584 p., sur archive.org (lire en ligne).
- [1895] (en) Richard Lydekker (dir.) (préf. P.L. Sclater), The Royal Natural History, vol. 4 : Birds, London, Frederick Warne & Co, 1895, 288 p., sur archive.org (lire en ligne).
- [1896] (en) Richard Lydekker (dir.) (préf. P.L. Sclater), The Royal Natural History, vol. 5 : Reptiles, Amphibians, Fishes, The lowest vertebrates and their allies, London, Frederick Warne & Co, 1896, 584 p., sur archive.org (lire en ligne).
- [1896] (en) Richard Lydekker (dir.) (préf. P.L. Sclater), The Royal Natural History, vol. 6 : Mammals, Birds, London, Frederick Warne & Co, 1896, 580 p., sur archive.org (lire en ligne).

The game animals
- [1900] (en) The great and small game of India, Burma, & Tibet, London, Rowland Ward Limited, 1900, 416 p., sur archive.org (lire en ligne).
- [1907] (en) Guide to the great game animals (Ungulata) in the Department of Zoology, British Museum (Natural History), London, 1907, 93 p., sur archive.org (lire en ligne).
- [1907] (en) The game animals of India, Burma, Malaya, and Tibet; being a new and revised edition of 'The great and small game of India, Burma, and Tibet, London, Roland Ward Limited, 1907, 409 p., sur archive.org (lire en ligne).
- [1908] (en) The game animals of Africa, London, Roland Ward Limited, 1908, 484 p., sur archive.org (lire en ligne).
- [1911] (en) Supplement to the game animals of Africa, 1911, 27 p., sur archive.org (lire en ligne).

Wild life of the world
- [1916] (en) Richard Lydekker, Wild life of the world : a descriptive survey of the geographical distribution of animals, vol. 1, London, Frederick Warne & Co, 1916, 472 p., sur archive.org (lire en ligne).
- [1916] (en) Richard Lydekker, Wild life of the world : a descriptive survey of the geographical distribution of animals, vol. 2, London, Frederick Warne & Co, 1916, 440 p., sur archive.org (lire en ligne).
- [1916] (en) Richard Lydekker, Wild life of the world : a descriptive survey of the geographical distribution of animals, vol. 3, London, Frederick Warne & Co, 1916, 472 p., sur archive.org (lire en ligne).

The new natural history
- [Lydekker et al. 189?] (en) The new natural history  (préf. Ernest Seton-Thompson et Joel A. Allen), vol. 1, New York, Merrill and Baker, 189?, 589 p., sur archive.org (lire en ligne).
- [Lydekker et al. 189?] (en) The new natural history  (préf. Joel A. Allen), vol. 2, New York, Merrill and Baker, 189?, 583 p., sur archive.org (lire en ligne).
- [Lydekker et al. c.1901] (en) The new natural history  (préf. Ernest Seton-Thompson et Joel A. Allen), vol. 3, New York, Merrill and Baker, c.1901, 1762 p., sur archive.org (lire en ligne).
- [Lydekker et al. 189?] (en) The new natural history  (préf. Joel A. Allen), vol. 4, New York, Merrill and Baker, 189?, 583 p., sur archive.org (lire en ligne).
- [Lydekker et al. c.1901] (en) The new natural history  (préf. Ernest Seton-Thompson et Joel A. Allen), vol. 5, New York, Merrill and Baker, c.1901, 2962 p., sur archive.org (lire en ligne).
- [c1901] (en) The new natural history  (préf. Ernest Seton-Thompson et Joel A. Allen), vol. 6, New York, Merrill and Baker, c1901, 3556 p., sur archive.org (lire en ligne).

Autres
- [1876] (en) « Part II. Description of the molar teeth and other remains of Mammalia », dans Palæontologia Indica, vol. 1 : Indian Tertiary and post-Tertiary Vertebrata (Memoirs of the geographical survey of India, series X), London, Trübner & Co, 1876, sur archive.org (lire en ligne), p. 19-87.
- [1878] (en) « Part III. Crania of Ruminants from the Indian Tertiaries », dans Palæontologia Indica, vol. 1 : Indian Tertiary and post-Tertiary Vertebrata (Memoirs of the geographical survey of India, series X), London, Trübner & Co, 1878, sur archive.org (lire en ligne), p. 88-171.
- [1880] (en) « Part IV. Supplement to crania of ruminants », dans Palæontologia Indica, vol. 1 : Indian Tertiary and post-Tertiary Vertebrata (Memoirs of the geographical survey of India, series X), London, Trübner & Co, 1880, sur archive.org (lire en ligne), p. 172-182.
- [1880] (en) « Part V. Siwalik and Narbada Proboscida », dans Palæontologia Indica, vol. 1 : Indian Tertiary and post-Tertiary Vertebrata (Memoirs of the geographical survey of India, series X), London, Trübner & Co, 1880, sur archive.org (lire en ligne), p. 182-289.
- [Nicholson & Lydekker 1889] (en) Henry Alleyne Nicholson et Richard Lydekker, A manual of palaeontology, for the use of students; with a general introduction on the principles of palæontology, vol. 1, Edinburgh & London, William Blackwood & Sons, 1889, 885 p., sur archive.org (lire en ligne).
- [1889] (en) A manual of palaeontology for the use of students : with a general introduction on the principles of palaeontology, vol. 1 (2 vol.), Edinburgh & London, William Blackwood & Sons, 1889, 3e éd., 1616 p., sur archive.org (lire en ligne).
- [Nicholson & Lydekker 1889] (en) Henry Alleyne Nicholson et Richard Lydekker, A manual of palaeontology for the use of students : with a general introduction on the principles of palaeontology, vol. 2 (2 vol.), Edinburgh & London, William Blackwood & Sons, 1889, 3e éd., 1624 p., sur archive.org (lire en ligne).
- [Flower & Lydekker 1891] (en) William Henry Flower et Richard Lydekker, An introduction to the study of mammals living and extinct, London, Adam & Charles Black, 1891, 763 p., sur archive.org (lire en ligne).
- [1891] (en) Catalogue of fossil mammals, birds, reptiles, and amphibians in the Science and art museum, Dublin, Science and art museum, 1891, 61 p., sur archive.org (lire en ligne).
- [1892] (en) Phases of animal life, past and present, London, Longmans, Green & Co, 1892, 248 p., sur archive.org (lire en ligne).
- [1893-1896] (en) A dictionary of birds, London, Adam and Charles Black, 1893-1896, 1088 p., sur archive.org (lire en ligne).
- [1894] (en) A hand-book to the marsupialia and monotremata, London, W H Allen & Co, 1894, 302 p., sur archive.org (lire en ligne).
- [1894] (en) Richard Lydekker, Life and rock: a collection of zooogical and geological essays, London, The Universal Press, coll. « Knowledge Series », 1894, 221 p., sur archive.org (lire en ligne).
- [1896] (en) A handbook to the carnivora  (préf. R. Bowdler Sharpe) (Part 1. Cats, civets and mongooses), London, Edward Lloyd Limited, 1896, 312 p., sur archive.org (lire en ligne).
- [1898] (en) The deer of all lands : a history of the family Cervidae, living and extinct, London, Rowland Ward Limited, 1898, 329 p., sur archive.org (lire en ligne).
- [1898] (en) Richard Lydekker, Wild oxen, sheep & goats of all lands, living and extinct, London, Rowland Ward Limited, 1898, 318 p., sur archive.org (lire en ligne).
- [1901] (en) Richard Lydekker et Georg Siebert, Die geographische Verbreitung und geologische Entwickelung der Säugetiere, Jena, Herman Costenoble, 1901, 532 p., sur archive.org (lire en ligne).
- [1903] (en) Mostly Mammals (Zoological essays), London / New York, Hutchinson & Co / Dood Mead & Co, 1903, 383 p., sur archive.org (lire en ligne).
- [1907] (en) Guide to the specimens of the horse family (Equidæ) exhibited in the Department of Zoology, British Museum (Natural History)  (préf. E. Ray Lankester), 1907, 42 p., sur archive.org (lire en ligne).
- [1908] (en) A trip to Pilawin, the deer-park of Count Joseph Potocki in Volhynia, Russia, London, Rowland Ward Limited, 1908, 115 p., sur archive.org (lire en ligne).
- [1908] (en) Guide to the specimens illustrating the races of mankind (anthropology), exhibited in the Department of Zoology, British Museum (Natural History)  (préf. R. Bowdler Sharpe), London, 1908 (réimpr. 1912 (2e éd.) ; 1921 (4e éd.)), 31 p., sur archive.org (lire en ligne).
- [1908] (en) The Sportsman's British Birds Book, London, Rowland Ward Limited, 1908, 620 p., sur archive.org (lire en ligne).
- [1908] (en) A guide to the domesticated animals (other than horses) exhibited in the central and north halls of the British Museum (Natural History)  (préf. R. Bowdler Sharpe), London, 1908, 54 p., sur archive.org (lire en ligne).
- [1909] (en) Hertfordshire, Cambridge, University Press, 1909, 173 p., sur archive.org (lire en ligne).
- [1909] (en) Guide to the whales, porpoises, and dolphins (order Cetacea), exhibited in the Department of Zoology, British Museum (Natural History), London, 1909, 47 p., sur archive.org (lire en ligne).
- [1912] (en) The Horse and its Relatives, London, George Allen & Co, 1912, 286 p., sur archive.org (lire en ligne).
- [1912] (en) The Sheep and its Cousins, London, George Allen & Co, 1912, 315 p., sur archive.org (lire en ligne).
- [1912] (en) The Ox and its Kindred, London, Methuen & Co, 1912, 271 p., sur archive.org (lire en ligne).
- [Kuhnert & Lydekker 1912] (en) Wilhelm Kuhnert et Richard Lydekker, Animal portraiture, London, Frederick Warne & Co, 1912, 104 p., sur archive.org (lire en ligne).
- [1913] (en) Richard Lydekker (préf. Sydney F. Harmer), Catalogue of the heads and horns of Indian big game bequeathed by A.O. Hume, C. B, to the British Museum (Natural History), London, 1913, 45 p., sur archive.org (lire en ligne).

- [Vasse 1909] (en) William Vasse (trad. du français par Richard et H.M. Lydekker), Three years' sport in Mozambique, London, Sir Isaac Pitman & Sons, 1909, 161 p., sur archive.org (lire en ligne).